# Saarijärvi (sjö i Finland, Lappland, lat 66,42, long 27,10)
Saarijärvi är en sjö i Finland. Den ligger i kommunen Kemijärvi i landskapet Lappland, i den norra delen av landet, 700 km norr om huvudstaden Helsingfors. Saarijärvi ligger 202,7 meter över havet. Arean är 1,2 kvadratkilometer och strandlinjen är 12,34 kilometer lång. Sjön  ingår i Kemi älvs huvudavrinningsområde. 